# Федорчук Ярослав Миколайович
Федорчук Ярослав Миколайович (16 січня 1985, Христинівка) — український актор театру і кіно, провідний актор Львівського академічного театру імені Леся Курбаса, засновник акторської студії «22», учасник музичного гурту «Миклухо Маклай».

## Біографія

### Сім'я
Ярослав Миколайович Федорчук народився 16 січня 1985 року в місті Христинівка Черкаської області.
Батьки: Федорчук Микола Васильович (агрохімік) та Омельчук Тетяна Андріївна (вчитель). Сестра — Федорчук (Ковальова) Наталія Миколаївна.
20 січня 2015 року одружився з Бедернічек Дарією Юріївною.

### Навчання
З 1991 по 2000 рр. навчався в Сичівській загальноосвітній школі І-ІІ ступенів Христинівського району Черкаської області. У 2001 році вступив в Козятинське Вище професійно-технічне училище залізничного транспорту № 17, де здобув спеціальність «Оператор комп'ютерного набору».
У 2004 р. поступив у Київський політехнічний інститут на факультет електроніки (спеціальність «Акустичні засоби та системи») на заочне відділення.
2007 року стає студентом факультету культури та мистецтв Львівського національного університету імені Івана Франка (кафедра театрознавства та акторської майстерності, акторське відділення; майстерня Галини Воловецької), який закінчує у 2012 році.

## Творчий шлях
У 2004 році працював у мережі ресторанів швидкого харчування «Швидко».
2005 року переїжджає спочатку до Москви, а потім до смт. Фряново Московської області, де працював на Фряновському керамічному заводі оператором печі по випалу керамічної плитки. Через 6 місяців переїхав до міста Желєзнодорожний Московської області, де працював на Кучінському керамічному заводі.
Весною 2006 року переїжджає до Києва, де працює в книжковому супермаркеті «Буква». 2007-го року переїжджає до Львова.
У 2009 році прийнятий на посаду актора до Львівського муніципального театру (тепер — Львівський драматичний театр імені Лесі Українки).
2010 рік запрошений до трупи Львівського академічного театру імені Леся Курбаса.
У 2013—2014 роках працює асистентом кафедри театрознавства та акторської майстерності факультету культури та мистецтв Львівського національного університету імені Івана Франка (майстерня Олега Стефана).

## Фільмографія
- 2008 — «Гітлер капут!» (Росія) — епізод
- 2009 — «Повернення мушкетерів, або Скарби кардинала Мазаріні» (Росія) — гвардієць
- 2013 — «Доторкнись і побач» (Україна) — головний лікар
- 2014 — «Вовче сонце» (Росія) — Густав
- 2015 — «Політ золотої мушки» (Україна) — тренер футбольної команди
- 2016 — «Брама» (Україна) — Вовчик (реж. Володимир Тихий)
- 2017 — «ЕКС» (Україна) — Місько (реж. Сергій Лисенко)
- 2017 — «Ефір» (Україна/Польща) — католицький священик (реж. Кшиштоф Зануссі)
- 2018 — «Шляхетні волоцюги» (Україна) — помічник начальника поліції (реж. Олександр Березань)
- 2019 — «Будиночок на щастя» (Україна)   — Назар, син Василя та Люби.

## Озвучування
- 2017 — «В'язень» (Україна) — короткометражний фільм

## Вистави

### Студентські роботи
- Етюди (безпредметна дія) — «Випадок на горищі», «Сон літнього дня», «В джунглях», «Після нокауту», «Нікнейм Казанова» (2007)
- Микола Сергійович — «Переполох» за А. Чеховим (2008)
- Ніздря — «Гріх» за В. Винниченком (2008)
- Юрій Маркович Круглик — «Закон» за В. Винниченком (2008)
- Семен Семенович Чуй-Чугуєнко — «Натусь» за В. Винниченком (2008)
- Блазень Фест — «Дванадцята ніч» за В. Шекспіром (2009)
- Фальстаф — «Віндзорські жартівниці» за В. Шекспіром (2009)
- Жак Тріше — «Два вчителі або Asinus Asinumfricat» за А. Шаховським (2010)
- Мсьє Клебер Карльє (бізнесмен) — «Блез» Клода Манье (2011)
- Петро (художник) — «Натусь» за В. Винниченком (2012)

### Львівський драматичний театр імені Лесі Українки
- 2008 — «Пригоди невгамовного Зайчика та Червоної Шапочки» Людмили Колосович за мотивами казки братів Грімм; реж. Людмила Колосович — Заєць
- 2008 — «Переполох» за Антон Чеховим; реж. ??? — Микола Сергійович
- 2009 — «Сорочинський ярмарок» Володимира Федорова за однойменною повістю Миколи Гоголя; реж. Володимир Федоров — Попович (Афанасій Іванович)
- 2010 — «Black comedy» або «Безпросвітна комедія на 2 фази напругою 220 Вт» за П. Шеффером; реж. Сергій Кузик — Шульц
- 2010 — «Дорога до Віфлеєму» Сергія Ковальова; реж. Людмила Колосович — Кріт
- 2011 — «Два вчителі або Asinus Asinumfricat» за А. Шаховським; реж. Г. Воловецька — Жак Тріше

### Львівський академічний театр імені Леся Курбаса
- Лукаш — «Лісова пісня» за Лесею Українкою. Режисер А. Приходько (2012)
- Френкі — «Ma-Na Hat-Ta» за Інг. Бахман. Режисер В. Кучинський (2012)
- Не хор — «Так казав Заратустра» за Ніцше/О. Клименком. Режисер В. Кучинський (2013)
- Сабо — «Апокрифи» за Лесею Українкою. Режисер В. Кучинський (2013)
- Фест, Куріо, Асистент, 1-й актор, Помічник режисера — «…п'єса Шекспіра „12 ніч“ зіграна акторами далекої від Англії країни що і не знали ніколи слів Шекспіра…» за О. Клименком. Режисер Є. Худзик (2014)
- Мавпеня, Пиявиця, Хор — «Благодарний Еродій» за Григорієм Сковородою. Режисер В. Кучинський (2015)
- Клеомен, Блазень — «Зимова казка» за Вільямом Шекспіром. Режисер Є. Худзик (2016)
- Місіс Голлі — «Раптом минулого літа» за Теннессі Вільямсом. Режисер Ніл Флекмен (2016)
- Петро — «САД» за Джеком Кловером. Режисер Джек Кловер (2017)
- Він — «Дихання» Д. Макміллана, реж. Є. Худзик (2017)
- Читач віршів — «Бабин Яр», реж. О. Стефанов (2017)

### Перший український театр для дітей та юнацтва
- Гаврило — «Зерносховище» Наталі Ворожбіт. Режисер А. Приходько (2015)

### Перша сцена сучасної драматургії «Драма.UA»
- Гена — «Лондон» Максима Досько. Режисер Павло Ар'є (2014)
- Вовчик — «Баба Пріся» Павла Арє. Режисер О. Кравчук (2015)

### Сценічні читання
- 2011 — «Політична п'єса» Лаша Бугадзе (Міжнародна програма співпраці British Council Ukraine та театру Royal Court (Лондон) з українськими драматургами).
- 2013 — сценічне читання п'єси Тетяни Іващенко «Empty Trash» («Спалюємо сміття») у Львівському академічному театрі ім. Леся Курбаса. Режисер-постановник вистави Володимир Борисюк.
- 2013 — «На початку і наприкінці часів» («Баба Пріся») — сценічний проєкт «Драма.UA» у Першому українському театрі для дітей та юнацтва.
- 2014 — Вовчик — «Баба Пріся» Павла Ар'є (проєкт «Театр сучасного драматурга» у Львівському академічному театрі ім. Леся Курбаса).
- 2014 — Клавдій — «Євангеліє від Пилата» Ю. Яремка (проєкт «Театр сучасного драматурга» у Львівському академічному театрі ім. Леся Курбаса).
- 2014 — Фест, Куріо, Асистент, 1-й актор, Помічник режисера — «…п'єса Шекспіра „12 ніч“ зіграна акторами далекої від Англії країни що і не знали ніколи слів Шекспіра…» О. Клименка (проєкт «Театр сучасного драматурга» у Львівському академічному театрі ім. Л. Курбаса).
- 2014 — Колян — «Свиняча печінка» О. Брами (проєкт «Театр сучасного драматурга» у Львівському академічному театрі ім. Леся Курбаса).
- 2014 — Солдат — «Підірвані» Сари Кейн («Драма.UA»).
- 2016 — Уривок монологу маленького Януковича — «Книга о вкусной и здоровой пище» П. Ар'є («Місяць авторських читань у Львові»).
- 2017 — перформативне читання п'єси «БОЖЕНЬКА» В. Пєчєйкіна («Драма.UA»).
- 2017 — Петро — перформативне читання п'єси «Сад/Orchard» реж. Джек Кловер (Львівський академічний театр ім. Леся Курбаса).

## Участь в українських та міжнародних театральних фестивалях та проєктах
- 2008—2010 — проєкт європейського союзу при Львівському національному університету імені Івана Франка «Moving Academy for Performing Arts» (Амстердам, Нідерланди)
- 2012 — III Міжнародний фестиваль театральних шкіл «Натхнення» (Київ)
- 2012 — Літературний фестиваль на «Форумі видавців» (Львів)
- 2012 — «Ніч культури» на Фестивалі культури і мистецтва (Люблін, Польща)
- 2012 — Міжнародний театральний фестиваль «Сцена людства» (Черкаси)
- 2012 — Міжнародний театральний фестиваль «Золотий Лев» (Львів)
- 2013 — Міжнародний театральний фестиваль «Сцена людства» (Черкаси)
- 2015 — Міжнародний театральний фестиваль «Сцена людства» (Черкаси)
- 2015 — «Час театру». Фестиваль сценічних мистецтв у Франківську (Івано-Франківськ)
- 2015 — Міжнародний літературний фестиваль на «Форумі видавців» (Львів)
- 2015 — 8-й міжнародний мультидисциплінарний фестиваль сучасного мистецтва «ГОГОЛЬFEST» (Київ)
- 2016 — XVIII Міжнародний театральний фестиваль «Мельпомена Таврії» (Херсон)
- 2016 — Всеукраїнський театральний фестиваль «Чехов фест» (Суми)
- 2016 — Режисерсько-драматургічні та акторські майстер-класи в межах польсько-українського перформативного проєкту «МАПИ СТРАХУ / МАПИ ІДЕНТИЧНОСТІ» (Львів)
- 2016 — Всеукраїнський фестиваль молодої режисури «Тернопільські театральні вечори. Дебют» (Тернопіль)
- 2016 — Театральний фестиваль під відкритим небом «Кіт Ґаватовича» (Львів)
- 2016 — соціально-культурний форум «ПогранКульт: ГаліціяКульт» (Харків)
- 2017 — Всеукраїнський фестиваль-конкурс «ART-UKRAINE» (Ніжин)
- 2017 — Міжнародний фестиваль театрів «Платформа 77» (Харків). Акторські тренінги спільно з польським театром Brama.
- 2017 — Всеукраїнський фестиваль театрального мистецтва «Мрій Дім» (Прилуки)
- 2017 — Всеукраїнський фестиваль молодої режисури «Тернопільські театральні вечори. Дебют»

## Нагороди
- 2016 — Краща чоловіча роль — вистава «Лондон» М. Доська (Перша сцена сучасної драматургії Драма.UA) (XVIII Міжнародний театральний фестиваль «Мельпомена Таврії» (Херсон))
- 2016 — кращий актор у номінації «Театральне мистецтво» (Львів) (в рамках Програми відзначення працівників культури м. Львова)